# Jean-Claude Gallotta
Pour les personnes ayant le même patronyme, voir Gallotta.
Œuvres principales
Ulysse
Mammame
Docteur Labus
La Légende de Roméo et Juliette
Daphnis é Chloé
Trois générations
Jean-Claude Gallotta, né le 7 avril 1950 à Grenoble, est un danseur et chorégraphe français. Après un séjour à New York de 1976 à 1978, où il étudie auprès de Merce Cunningham, il fonde en 1979 avec des artistes de Grenoble dont Robert Seyfried, Henry Torgue et Mathilde Altaraz, son assistante et compagne, le groupe Émile-Dubois avec lequel il réalise dès lors ses plus importantes chorégraphies. Parmi celles-ci peuvent être cités Ulysse (revisité à quatre reprises), Mammame, Docteur Labus, ou plus récemment Trois générations et L'Homme à tête de chou. En 1995, Ulysse entre au répertoire du corps de Ballet de l'Opéra de Paris qui lui commande par ailleurs en 2001 un ballet intitulé Nosferatu et donné à l'Opéra Bastille.
Directeur emblématique de 1984 à 2016 du Centre chorégraphique national de Grenoble, intégré à la MC2, Jean-Claude Gallotta est considéré depuis le début des années 1980 comme l'un des plus importants représentants de la nouvelle danse française dont il a largement participé à l'essor et à la reconnaissance publique et institutionnelle,,.

## Biographie

### Famille et formation
Fils d'émigrés italiens (de père napolitain et de mère italo-autrichienne) venus à Grenoble, Jean-Claude Gallotta découvre la danse classique et les claquettes à 22 ans après des études d'arts plastiques aux Beaux-Arts de Grenoble,. Subjugué par la discipline, il quitte les Beaux-arts et réussit à s'imposer dans les cours de danse de Grenoble où il fait la connaissance de Mathilde Altaraz, qui devient sa compagne et collaboratrice. Bien qu'il se déclare « non-danseur », il obtient un prix au Concours chorégraphique international de Bagnolet en 1976 (puis un second en 1980). Il part alors aux États-Unis travailler avec Merce Cunningham de 1976 à 1978 auprès duquel il forme son style chorégraphique en écrivant ses premières pièces,,.

### Débuts de danseur et chorégraphe
De retour des États-Unis, il fonde sa propre compagnie en 1979 avec des artistes grenoblois comme le danseur Robert Seyfried et Mathilde Altaraz, nommée le Groupe Émile-Dubois en hommage au facteur Cheval et à tous les autodidactes. Ce nom énigmatique pris sur le modèle de « Jean Dupond » fait référence à tout le monde et à personne en particulier selon Gallotta lui-même qui dit avoir inventé le nom, bien qu'il ait été suggéré que cela pouvait référer à Émile Dubois, un peintre parisien gravitant autour des Ballets russes de Diaghilev essayer de proposer une danse moderne dans les années 1920-30,. Si entre Jean-Claude Gallotta et Mathilde Altaraz s'instaure dès le début un équilibre et un partage des rôles, selon leurs préférences, au sein de la compagnie il faut considérer les apports exogènes au couple de vie et de travail. Lui se consacre à la création et l'écriture chorégraphique, elle se charge du travail de répétitions en aval. Des artistes comme Robert Seyfried, Anne-Marie Moenne-Loccoz, le compositeur Henry Torgue et son collaborateur de l'époque Gilles Jaloustre ou des personnalités comme le décorateur Léo Standard participent au succès du Groupe Émile-Dubois au niveau local. À la suite d'une série de présentations réussies de Pas de quatre dans la petite salle de la Maison de la culture en fin de saison 1979/1980, son directeur Bernard Gilman invite la compagnie en résidence dans ses locaux. Le Groupe Émile Dubois est invité à la Maison de la danse de Lyon, toute nouvellement ouverte sous la direction de Guy Darmet. La pièce Mouvements, second volet du triptyque hommage à Yves P. confirme l'adhésion du public à cette forme nouvelle de la danse désormais appelée nouvelle danse française dont il devient l'un des principaux chef de file.

### Un des chefs de file de la Nouvelle danse française
En 1981, Jean-Claude Gallotta crée sa pièce fondatrice Ulysse qui devient une pierre angulaire de la nouvelle danse française,. Avec Ulysse, il crée une danse énergique, faite de mouvements de pieds rapides, de petits pas prenant progressivement de l'amplitude dans les grands mouvements d'ensembles latéraux et en profondeurs devenus caractéristiques de son travail chorégraphique,. De façon intéressante, Gallotta rechorégraphie tous les dix ans environ cette œuvre déclarant « revisiter ses pièces pour éviter de les voir mourir », et en donner de nombreuses versions (à ce jour il en existe quatre), tant sur le plan musical que des interprètes (notamment avec des enfants et des danseurs séniors), créant en 1995, sur la demande de Brigitte Lefèvre, une version pour 45 danseurs et trois étoiles du ballet de l'Opéra de Paris intitulée Les Variations d'Ulysse et donnée à l'Opéra Bastille.
En 1986, il est nommé directeur de la Maison de la culture de Grenoble qu'il rebaptise Le Cargo, cette nouvelle appellation ouvrant la voix à une nouvelle génération de noms pour les centres culturels. C'est la première fois qu'un chorégraphe prend la tête d'une Scène nationale. Sa compagnie devient de même Centre chorégraphique national de Grenoble.

### Re-création des œuvres et nouvelles approches
Avec Mammame puis Docteur Labus, Gallotta confirme son succès et sa place dans la création chorégraphique contemporaine française. Hormis les reprises d'Ulysse, la période 1990-2000 est plus difficile dans l'œuvre de Gallotta. Avec la collaboration de Strigall pour la musique et de Claude-Henri Buffard pour la dramaturgie, il retrouve le succès grâce à un important triptyque s'attachant aux « Gens » à partir de 2002 et constitué de 99 Duos, Trois générations (en collaboration avec le Groupe Grenade de Josette Baïz) et Des gens qui dansent qui connaissent une grande audience nationale et internationale[réf. nécessaire].
En 2007, Gallotta reçoit la proposition de Jean-Marc Ghanassia d'adapter l'album de Serge Gainsbourg L'Homme à tête de chou datant de 1976. Il décide de faire appel à Alain Bashung pour chanter et adapter en termes de durée l'œuvre qu'il devait chanter sur scène en direct pour accompagner la danse sous forme de douze tableaux. Ce projet mené en 2008 n'a pas pu totalement aboutir avec la mort de Bashung qui s'est cependant efforcé dans les derniers mois de 2008 d'aboutir à une bande enregistrée suffisante afin de permettre au chorégraphe d'aller au bout du projet dont la première a lieu le 12 novembre 2009 à la MC2 de Grenoble,,.
En avril 2011, après vingt-huit ans d'interruption, il revient au solo avec Faut qu'je danse, présenté en première partie de la reprise de répertoire de son trio Daphnis é Chloé. La même année, il crée son Sacre du Printemps à la MC2 dans la version dirigée et enregistrée par Igor Stravinsky : le personnage central de l’Élue quant à lui disparait au profit de chacune des interprètes, « éligibles » tour à tour. En octobre 2012, il présente au Théâtre de la Ville à Paris Racheter la mort des gestes, une chronique chorégraphique qui avait connu une première version dans son studio de répétition de Grenoble en 2008, où il mêle sur la scène, comme il l'a souvent fait depuis ses débuts, « ceux qui dansent, ceux qui ont dansé, ceux qui aimeraient bien, ceux qui ne danseront peut-être jamais ».
En janvier 2013, il recrée Les Aventures d'Ivan Vaffan, une pièce de 1984, sous le titre simplifié d’Yvan Vaffan puis à l'automne 2013 présente L'Histoire du soldat d'Igor Stravinsky et d'El amor brujo de Manuel de Falla, spectacle « à trois mains » avec le chef d'orchestre Marc Minkowski et le metteur en scène Jacques Osinski. Le personnage de la gitane Candelas dans El amor brujo est confié à la chanteuse Olivia Ruiz.
En mars 2015, dans le cadre de la saison d'ouverture de la Philharmonie de Paris, est présenté sous le titre générique du Sacre et ses révolutions un programme composé du Sacre du printemps, précédé de deux créations, Jonchaies de Iannis Xenakis et de Six pièces op. 6 d'Anton Webern, avec le Brussels Philharmonic sous la direction de Michel Tabachnik. Il récrée également cette année-là My Rock constitué d’une quinzaine de courtes séquences dansées sur des titres emblématiques de l’histoire du rock, resitués dans leur temps, d'Elvis Presley à Patti Smith, de Leonard Cohen aux Rolling Stones, de Bob Dylan au Velvet Underground.
Le 31 décembre 2015, Jean-Claude Gallotta quitte la direction du Centre chorégraphique national de Grenoble pour travailler uniquement avec sa compagnie, le Groupe Émile-Dubois, tout en étant en résidence à la MC2 de Grenoble.

## Style Gallotta
Les années d'études chez Merce Cunningham à New York auront une forte influence sur ce qui est appelé le style Gallotta ou « gallottien ». Ce style est empreint du gout de lignes pures et nettes dans les mouvements d'ensemble, de l'utilisation des bras tendus, dans lesquels les partitions individuelles des danseurs sont le plus souvent composées de petits mouvements agités et désorganisés, de vacillements ou de boitements, et de petits pas qui sont la marque du chorégraphe,.
L'aspect théâtral, relativement abstrait, est également présent avec de nombreuses touches d'humour et des questionnements sur les relations entre individus (notamment à propos de la sexualité). La place de la musique dans la scénographie est également primordiale, notamment avec les compositions originales de Torgue et Houppin ou plus récemment de Strigall. Ces dernières années les chorégraphies de Gallotta sont très souvent interprétées par des groupes de danseurs de différents âges soulignant encore plus la singularité des corps de chaque interprète et jouant ainsi des capacités émotives et narratives basées sur le vécu et l'histoire individuelle du danseur plus que sur ses qualités purement techniques ou physiques. Enfin, Gallotta, qui danse relativement peu, est souvent présent sur scène, ou/et par micro interposé, pour diriger ses danseurs à la manière d'un chef d'orchestre.
Le dramaturge Claude-Henri Buffard considère que Gallotta est « à l'origine d'un mouvement, l'abstraction ludique, dont il est sans doute le seul représentant ».

## Principales chorégraphies
- 1976 : En attendant
- 1976 : Le Temps d'une histoire, prix au Concours de Bagnolet
- 1977 : Sept Airs de cuisine
- 1979 : Le Sacre de l'été
- 1980 : Proposition brasserie du jardin de ville
- 1980 : Proposition piscine d'Echirolles
- 1980 : Pas de quatre, prix au Concours de Bagnolet
- 1980 : Mouvements
- 1981 : Ulysse (musique d'Henry Torgue)
- 1981 : Propositions G.
- 1982 : Grandeur nature
- 1982 : Daphnis é Chloé (musique d'Henry Torgue)
- 1982-1983 : Fragments d'une nuit : Hommage à Yves P. en 4 actes Yves P. (acte I et II), Les Survivants (acte III) et Solo (acte IV)
- 1984 : Les Aventures d'Ivan Vaffan (musique d'Henry Torgue et Serge Houppin)
- 1985 : Mammame ( Le Désert d’Arkadine (Acte I), Les Enfants qui toussent (actes II)) voir l'intégralité
- 1986 : Les Louves & Pandora
- 1988 : Docteur Labus (musique d'Henry Torgue et Serge Houppin)
- 1990 : Les Mystères de Subal (musique d'Henry Torgue et Serge Houppin)
- 1991 : La Légende de Roméo et Juliette (musique d'Henry Torgue et Serge Houppin)
- 1992 : La Légende de Don Juan
- 1992 : Le Solo des origines
- 1993 : Ulysse, re-création (musique d'Henry Torgue et Serge Houppin)
- 1994 : Prémonition
- 1995 : La Tête contre les fleurs
- 1995 : Les Variations d'Ulysse avec les danseurs de Opéra de Paris (musique de Jean-Pierre Drouet)
- 1995 : Hommage à Pavel Haas (musique de Pavel Haas)
- 1995 : La Solitude du danseur
- 1995 : La Petite Renarde rusée (musique de Leoš Janáček)
- 1996 : Docteur Labus, re-création (musique d'Henry Torgue et Serge Houppin)
- 1996 : La Rue de Palanka
- 1997 : Smh
- 1997 : La Rue
- 1997 : La Chamoule ou l'Art d'aimer
- 1998 : Mammame (re-création)
- 1998 : Yume, Manatsu no Michi no - Le Songe d'une rue d'été pour le Festival Paris quartier d'été
- 1999 : Presque Don Quichotte
- 1999 : L'Incessante solo pour Mathilde Altaraz
- 1999 : Rue du Nord
- 2000 : Les Larmes de Marco Polo
- 2001 : Nosferatu (musique de Pascal Dusapin) pour l'Opéra Bastille
- 2001 : Blik autour de soi
- 2002 : 99 Duos (voir l'intégralité)
- 2002 : L'Enfance de Mammame
- 2002 : Les Fantômes du temps
- 2004 : Trois générations (voir un extrait)
- 2004 : My Rock
- 2005 : Les Sept Péchés capitaux
- 2006 : Des gens qui dansent (voir un extrait)
- 2006 : Sunset Fratell
- 2007 : Cher Ulysse (musique de Strigall) (voir un extrait)
- 2007 : 2147, l'Afrique (en collaboration avec Moïse Touré pour la mise en scène et Rokia Traoré pour la musique)
- 2008 : Bach danse expérience
- 2008 : Armide (Opéra-ballet de Lully, mis en scène par Robert Carsen)
- 2008 : Chroniques chorégraphiques (saison 1)
- 2009 : Le Maître d'amour (d'après le livre de Maryse Wolinski, en collaboration avec Marilyne Alasset)
- 2009 : L'Homme à tête de chou, sur une interprétation d'Alain Bashung[12] (voir un extrait).
- 2010 : La Petite Sirène d'après le conte d'Andersen en collaboration avec Marie Potonet
- 2011 : Faut qu'je danse ! prélude à la recréation de Daphnis é Chloé
- 2012 : Le Sacre du printemps
- 2012 : Racheter la mort des gestes - Chroniques chorégraphiques I
- 2013 : Yvan Vaffan (musique de Strigall)
- 2013 : L'Histoire du soldat et L'Amour sorcier
- 2013 : L'Enfance de Mammame
- 2015 : Le Sacre et ses révolutions
- 2015 : L'Étranger d'après le roman d'Albert Camus
- 2016 : My Rock (re-création)
- 2020 : Le jour se rêve

## Filmographie

### Réalisateur
- 1991 : L'Amour en deux
- 1991 : Rei Dom ou la Légende des Kreuls
- 2004 : Les Trépidances du patrimoine (Collection des Carnets, courts-métrages)
- 2004 : Mammame à l'Est (Collection des Carnets, courts-métrages. Réalisation en collaboration avec Benjamin Houal)
- 2006 : Carnets d'un Toubab (Collection des Carnets, courts-métrages)
- 2007 : Carnets d'altitude (Collection des Carnets, courts-métrages)
- 2008 : Carnets d'Angkor (Collections des Carnets, courts-métrages)
- 2009 : Carnets d'un rêveur (Collection des Carnets, courts-métrages)

### Scénariste
- 1986 : Mammame de Raoul Ruiz, adaptation du ballet éponyme
- 1989 : Montalvo et l'Enfant de Claude Mouriéras, adaptation du ballet Pandora
- 1991 : L'Amour en deux de lui-même
- 1991 : Rei Dom ou la Légende des Kreuls de lui-même

### Chorégraphe
- 2003 : Les Côtelettes de Bertrand Blier
- 2019 : Douze mille de Nadège Trebal

## Distinctions

### Prix
- 1976 : Prix au Concours chorégraphique international de Bagnolet pour Le Temps d'une histoire
- 1980 : Prix au Concours chorégraphique international de Bagnolet pour Pas de quatre
- 1985 : Prix SACD pour Mammame

### Décorations
- Commandeur de l'ordre des Arts et des Lettres (2016[17], chevalier en 1984[18]).

#### Livres de Gallotta
- Les Yeux qui dansent de Jean-Claude Gallotta et Bernard Raffalli, éditions Actes Sud, 1993  (ISBN 286869862X)
- Jean-Claude Gallotta et Xavier Lambours, Les Variations d'Ulysse, éditions Lansman, 1998 (ISBN 2-87282-216-X).
- Mémoires d'un dictaphone - notes d'un chorégraphe de Jean-Claude Gallotta, éditions Plon, 1990  (ISBN 2259023223)

#### Livres sur Gallotta
- Laurence Louppe, Jean-Louis Schefer, Claude-Henri Buffard, Jean-Claude Gallotta, groupe Émile Dubois, Paris, éditions Dis Voir, 1988, 108 p. (ISBN 2-906571-06-7).
- Gallotta : Souvenirs obliques d'un chorégraphe, par Guy Delahaye et Claude-Henri Buffard, éditions Actes Sud, 2005  (ISBN 274275668X)
- La Maternelle et le Chorégraphe : L'Aventure des enfants des Grands-Clos avec Jean-Claude Gallotta, Claude-Henri Buffard (dir.), Christiane Guignard et Michèle Leca, éditions du Centre chorégraphique national de Grenoble, 2015  (ISBN 978-2-7466-8702-8)